# Lucien Laberthonnière
Lucien Laberthonnière, né à Chazelet dans l'Indre (France) le 5 octobre 1860 et décédé à Paris le 6 octobre 1932, est un prêtre français de l'Oratoire, théologien, philosophe et historien de la philosophie.

## Biographie
Né à Chazelet dans l'Indre,  Lucien Laberthonnière fait ses études au grand séminaire de Bourges. Ordonné prêtre à l'Oratoire en 1886, il enseigne la philosophie au collège de Juilly de 1887 à 1896. En 1894, il rencontre Maurice Blondel, une longue amitié va naître et une abondante correspondance publiée plus tard par Claude Tresmontant, après avoir été enthousiasmé par sa thèse intitulée: L'Action. Il est nommé directeur de l'école Massillon (1897-1900), puis du collège de Juilly (1900-1903). Libéré de ses responsabilités scolaires par la loi sur les congrégations (1903), il s'installe à Paris dans un appartement situé rue Las Cases dans le 7e arrondissement pour se consacrer entièrement et exclusivement à l'étude des problèmes philosophiques et à son apostolat intellectuel. Soucieux de définir ce que pourrait être une philosophie chrétienne, il oppose le « réalisme chrétien et l'idéalisme grec ».  En 1905, il fonde une association d'études religieuses et devient membre titulaire de la Société française de philosophie. Directeur de la revue Annales de philosophie chrétienne de 1905 à 1913, il est vivement critiqué par divers théologiens. Il tente alors de renouveler la problématique et les solutions de maintes questions qui se situent à la charnière de la raison et de la foi. En 1906, l'ouvrage Essais de philosophie religieuse ainsi que le Le réalisme chrétien et l'idéalisme grec sont condamnés par la censure romaine. Ses attaques efficaces contre L'Action française, notamment dans Positivisme et catholicisme (1911), soulèvent contre lui les courants intégristes. En 1913, l'Index condamne les Annales. Laberthonnière se soumet à l'interdiction définitive de publier quoi que ce soit mais garde tout de même sa faculté de parler. Au cours de la Grande Guerre, Laberthonnière à la demande de Henri-Louis Chapon, fut amené à rédiger une lettre doctrinale condamnant le pangermanisme. Il est aumônier des soldats aveugles à l'hôpital des aveugles, rue de Reuilly, dans le Quartier des Quinze-Vingts, il y retrouve son ami le pasteur Marc Boegner.
Le Père Laberthonnière participe après la guerre à plusieurs réunions œcuméniques privées. Il rédige durant trois années de 1925 à 1927, les conférences de Carême de la cathédrale Notre-Dame pour le Père Sanson.
Malade, le 6 octobre 1932 Lucien Laberthonnière meurt à l'âge de 72 ans, ses obsèques sont discrètes, à la satisfaction d'Alfred Baudrillart qui redoutait qu'on leur donnât un « caractère de manifestation ». Ses funérailles ont lieu à Paris à la basilique Sainte-Clotilde.
À sa mort du philosophe, c'est Louis Canet qui va assurer la publication d'une partie des écrits laissés le Père Laberthonnière.

## Thèses
- Si vous ne connaissez pas le sujet, laissez ce bandeau (vous pouvez alors contacter les auteurs).
- Si vous supprimez le contenu mis en cause (vous pouvez préalablement contacter les auteurs),

argumentez précisément cette suppression dans la page de discussion
(un manque de référence n'est pas un argument ; une recherche réelle de référence doit avoir été effectuée, être formellement documentée).
La pensée de Laberthonnière se définit comme un personnalisme chrétien fondé sur ce qu'il appelle la métaphysique de la charité.
Laberthonnière conçoit la foi chrétienne non comme la soumission à une autorité extérieure, mais comme une « expérience de vie » incluant la bonté, la grâce divine qui permet à l'homme de participer à la vie divine. Ces thèses qui anticipaient le concile Vatican II et les mouvements charismatiques furent jugées hétérodoxes par les autorités ecclésiastiques.
Laberthonnière dénonce l'influence nocive de la pensée grecque sur la pensée chrétienne. Il s'en prend au thomisme qu'il trouve trop dépendant de l'aristotélisme et souligne l'abîme qui sépare le dieu d'Aristote (logique, égoïste, impersonnel) du Dieu chrétien (aimant, sauveur, créateur, charitable). Le Dieu de saint Thomas d'Aquin, mélange improbable, est illogique et contradictoire, proprement « monstrueux ». Aussi, Laberthonnière va-t-il jusqu'à parler de l'« anti-christianisme du thomisme ». Cette critique radicale va à l'encontre de la restauration thomiste - le néo-thomisme - encouragée par l'Eglise catholique. 
Mais il rejette également l'agnosticisme cartésien qui voudrait se passer de Dieu, mais, ne le pouvant pas tout à fait « n'a pu s'empêcher de lui donner une chiquenaude pour mettre le monde en mouvement : après cela il n'a que faire de Dieu ». Laberthonnière s'oppose à cette sécularisation du monde initiée par Descartes. 
Il dénonce l'identification faite entre Église et hiérarchie ecclésiastique, la conception absolutiste de l'autorité qui idolâtre les vérités dogmatiques, mais délaisse les vertus chrétiennes de charité. Pour Laberthonnière, l'autorité vraie rayonne de bonté. Le Christ lui-même montre le chemin : autorité suprême de l'Église, il est la Charité divine en acte.
L'intellectuel doit donc être soumis au spirituel, l'idée à l'acte, l'ordre de la connaissance à celui de la charité. Laberthonnière ne récuse pas les vérités dogmatiques en tant que telles, mais il les subordonne à l'amour du prochain qui se traduit par le don de soi et la charité inconditionnelle que le Christ a manifesté et éprouvé pour toute l'humanité. Là encore, ces idées étaient trop proches du modernisme condamné par l'Église catholique. Mais il ne fit jamais partie du courant moderniste dont il se sentait pourtant proche.

## Œuvres
- Théorie de l'éducation, 1901.
- Essais de philosophie religieuse, 1903.
- Le réalisme chrétien et l'idéalisme grec, 1904.
- Le catholicisme et la société, 1907.
- Positivisme et catholicisme, 1911.
- Autour de l'Action française, 1911.
- Le témoignage des martyrs, 1912.
- Sur le chemin du catholicisme, 1913.

Publications posthumes (chez Vrin) publié par Louis Canet :
- Études sur Descartes, 2 vol., 1935.
- Étude de philosophie cartésienne et Premiers écrits philosophiques, 1937.
- Esquisse d'une philosophie personnaliste, 1945.
- Pangermanisme et christianisme, 1945.
- Sciut ministrator, 1947.
- Critique du laïcisme, 1948.
- La notion chrétienne de l'autorité, 1955.